# Scheer
Pour les articles homonymes, voir Scheer (homonymie).
Scheer est une ville située en Allemagne dans le Land du Bade-Wurtemberg.

## Histoire
En 1514 nait dans cette bourgade Othon Truchsess de Waldbourg.

## Monuments

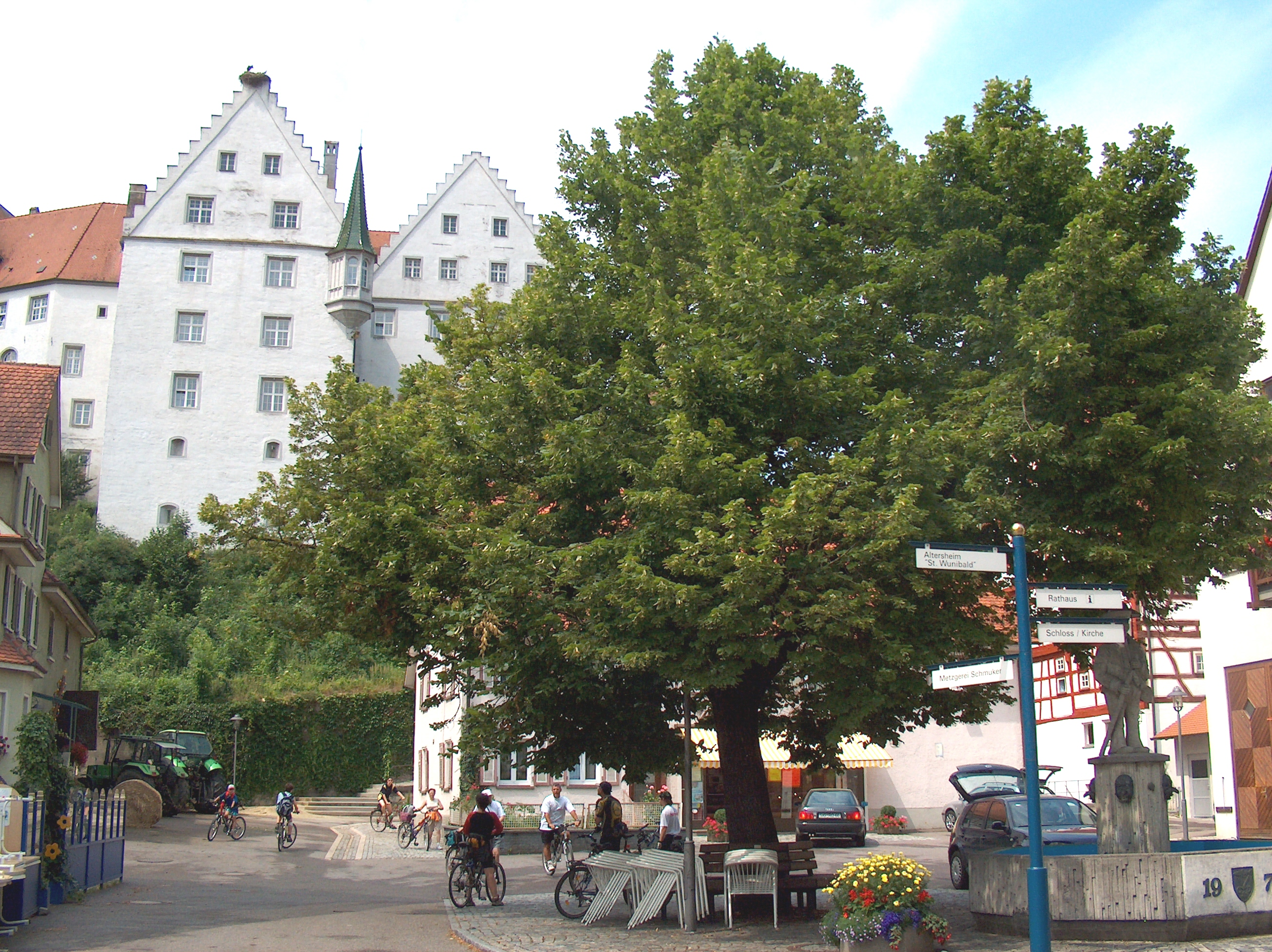
Le château de résidence Scheer.
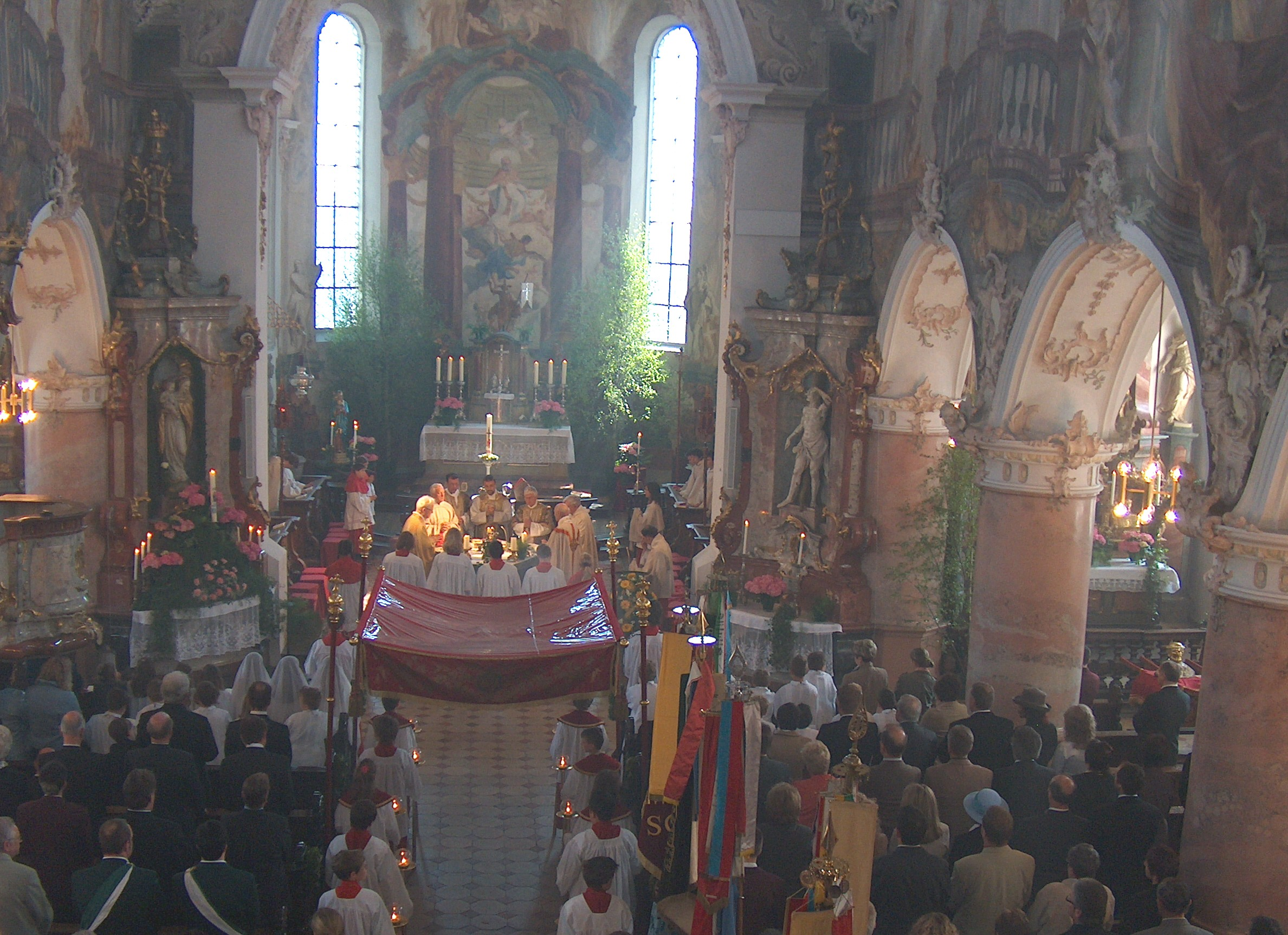
L'église baroque de St. Nikolaus Scheer.

## Personnalités liées à la ville
- Othon Truchsess de Waldbourg (1514-1573), cardinal né au château de Scheer.
- Eusebius Graf von Truchseß (1631-1713), jésuite et théologien né à Scheer.